# Elena Sofia Ricci

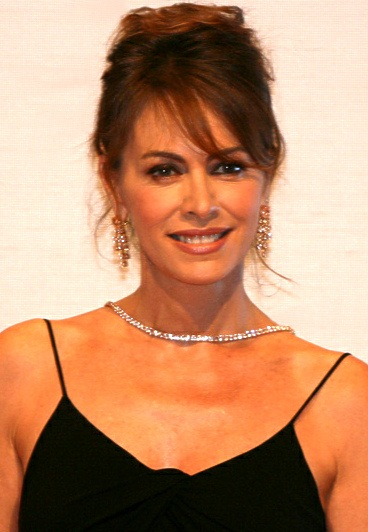
Elena Sofia Ricci.

Elena Sofia Ricci, född 29 mars 1962 i Florens, Italien, är en  italiensk skådespelare. Hon har en dotter tillsammans med regissören Pino Quartullo.

## Filmografi (urval)
- 1999 - Jesus
- 1995 – Vendetta
- 1993 - Stefano Quantestorie